# 안데르송 루코키
안데르송렌다 루코키(포르투갈어: Anderson-Lenda Lucoqui, 1997년 7월 6일 ~ )는 앙골라의 프로 축구 선수로 2. 분데스리가의 아인트라흐트 브라운슈바이크에서 수비수로 뛰고 있다. 독일에서 태어난 그는 앙골라 국가대표팀에서 뛰고 있다.

## 구단 경력
2021년 5월, 그는 아르미니아 빌레펠트와의 계약 연장 제안을 거절했고, 1. FSV 마인츠 05와 계약을 체결했다.
2023년 7월 25일, 루코키는 2. 분데스리가의 헤르타 BSC와 1년 계약을 맺었다.
2024년 2월 1일, 루코키는 아인트라흐트 브라운슈바이크로 이적하여 2025년 6월 30일까지 계약을 맺었다.

## 국가대표팀 경력
루코키는 독일 츠바이브뤼켄에서 태어났고 앙골라 혈통이다. 그는 레버쿠젠에서 자랐고 독일 청소년 국가대표였다.
2020년 9월 22일, 루코키는 앙골라 국가대표팀의 부름을 받았다. 그는 2020년 10월 13일, 모잠비크와의 친선 경기에서 78분 교체 출전하며 데뷔 전을 치렀다.